# Citizen X

Citizen X est un téléfilm américain réalisé par Chris Gerolmo, diffusé en 1995.

## Synopsis
Fiction sur le parcours du tueur en série ukrainien Andreï Tchikatilo, reconnu coupable du meurtre de 52 femmes et enfants, et des efforts des forces de police russes pour l'appréhender.

## Fiche technique
- Titre : Citizen X
- Titre québécois : Le Citoyen X
- Réalisation : Chris Gerolmo
- Scénario : Chris Gerolmo, d'après le livre The Killer Department, de Robert Cullen
- Production : Timothy Marx, Robert Stone, Webster Stone, Laura Bickford, Matthew Chapman et David R. Ginsburg
- Sociétés de production : Citadel Entertainment et Home Box Office
- Musique : Randy Edelman
- Photographie : Robert Fraisse
- Montage : William Goldenberg
- Décors : József Romvári
- Costumes : Maria Hruby
- Pays d'origine : États-Unis
- Format : Couleurs - 1,33:1 - Dolby Surround - 35 mm
- Genre : Policier, thriller
- Durée : 103 minutes
- Date de diffusion : 25 février 1995 (États-Unis)

## Distribution
- Stephen Rea : le lieutenant Viktor Burakov
- Donald Sutherland (VF : Bernard Tiphaine) : le colonel Mikhail Fetisov
- Max von Sydow : le docteur Alexandr Bukhanovsky
- Jeffrey DeMunn : Andrei Chikatilo
- Joss Ackland (VF : Michel Barbey) : Bondarchuk
- John Wood : Gorbunov
- Radu Amzulescu : Federenko
- Imelda Staunton : Mme Burakova
- András Bálint : Ignatiev
- Géza Balkay : Procurator
- László Váradi Balogh : le paysan
- Zsolt Biro : le vieil homosexuel
- Ion Caramitru : Tatevsky
- Balázs Csapo : Gayy Partner
- Imre Csuja : le détective

## Production

### Lieux de tournage
- Le tournage s'est déroulé à Budapest, en Hongrie.

## Distinctions

### Récompenses
- Meilleur film et meilleur second rôle masculin pour Jeffrey DeMunn, lors des CableACE Awards en 1995.
- Emmy Award du meilleur second rôle masculin dans un téléfilm pour Donald Sutherland en 1995.
- Meilleur film, meilleur réalisateur et meilleur acteur pour Stephen Rea, lors du Festival international du film de Catalogne en 1995.
- Prix Edgar-Allan-Poe du meilleur téléfilm en 1996.
- Golden Globe du meilleur second rôle masculin pour Donald Sutherland en 1996.
- Meilleur scénario adapté, par la Writers Guild of America en 1996.

### Nominations
- Meilleur réalisateur, meilleur scénario, meilleure photographie et meilleur second rôle masculin pour Max von Sydow, lors des CableACE Awards en 1995.
- Emmy Award du meilleur téléfilm, meilleur réalisateur pour un téléfilm, meilleur scénario pour un téléfilm, meilleur monteur pour un téléfilm, meilleur directeur de casting (Joyce Nettles) et meilleur second rôle masculin pour un téléfilm (Jeffrey DeMunn) en 1995.
- Golden Globe du meilleur téléfilm en 1996.